# Xã Mount Pleasant, Quận Wayne, Pennsylvania
Xã Mount Pleasant (tiếng Anh: Mount Pleasant Township) là một xã thuộc quận Wayne, tiểu bang Pennsylvania, Hoa Kỳ. Năm 2010, dân số của xã này là 1.357 người.